# 方駿釗影視作品列表
方駿釗影視作品列表，列舉介紹香港影視導演、監製兼演員方駿釗當間中曾經參與執導監製編導編劇或參與演出以及投資的電影和電視劇等。

## 演出作品

### 合作藝人
方駿釗在任的監製時期，常用主要演員（2010年代至今）包括有：謝雪心（10部）；陳榮峻、蘇恩磁、羅蘭（8部）；韋家雄、劉江*、林淑敏、黃穎君*（7部）；余子明*、吳綺珊（6部）；李麗麗*、洪永城、盧宛茵、張彥博、李成昌、黃子恆、陳瀅、劉佩玥（5部）；陳庭欣、胡鴻鈞、林景程、蔣志光*、李君妍、布偉傑*、李佳芯、鄭子誠、何俊軒*、林夏薇、張雪瑩*、張國強、樊亦敏、馬海倫、戴耀明、安德尊、黃美棋（4部）；馬國明、趙永洪*、何廣沛、江嘉敏、C君、歐瑞偉、呂慧儀、羅樂林、楊秀惠*、楊明、梁舜燕*、姚子羚、鄭敬基*、陳嘉輝、曾守明*、蔡慧欣*、韓馬利、岑杏賢*（3部）；蔡思貝、羅子溢、鄧佩儀*、滕麗名、陳豪、許紹雄*、朱咪咪、林穎彤、羅天宇、李偉健、黃智雯、林凱恩、譚嘉儀、何遠東、阮小儀*、楊卓娜、曾偉權*、張頴康、*泰臣、楊茜堯*、陳展鵬、高海寧、林秀怡、岳華*、鍾景輝*、冼灝英、馮素波、招石文*、林子博*、廖麗麗*、湯俊明*（2部）。
備註：
1. 有*號：為表示已離開無綫電視

## 作品風格
- 方駿釗擅長小品製作，並無固定合作編審，不用豪華演員陣容及華麗劇本，靠故事中各人感情交織推動[1]，如《一屋老友記》及《降魔的》的陰陽父母情，《跳躍生命線》的人生百態等，均受注目及好評。

## 監製、導演作品
*以下列表只記錄方駿釗曾演出過的電視劇導演及電影作品，若有遺漏，請協助補充相關資料。

### 電視劇（無綫電視）

#### 助理編導
- 1991年：《怒劍嘯狂沙》
- 1992年：《風之刀》、《武林幸運星》
- 1993年：《天倫》
- 1994年：《射鵰英雄傳之南帝北丐》、《烈火狂奔》
- 1995年：《包青天》
- 1996年：《西遊記》
- 1997年：《隱形怪傑》
- 1998年：《緣來沒法擋》

#### 編導
- 1998年：《西遊記（貳）》
- 1999年：《茶是故鄉濃》
- 2000年：《妙手仁心II》
- 2001年：《封神榜》
- 2002年：《七號差館》
- 2003年：《九五至尊》、《俗世情真》、《繾綣仙凡間》
- 2004年：《棟篤神探》、《無名天使3D》、《爭分奪秒》、《歷劫驚濤》（無綫電視電視電影）
- 2005年：《窈窕熟女》、《隨時候命》
- 2006年：《樓住有情人》、《蓋世孖寶》
- 2007年：《同事三分親》、《迎妻接福》、《建築有情天》
- 2008年：《甜言蜜語》、《搜神傳》
- 2009年：《巾幗梟雄》、《幕後大老爺》、《ID精英》、《宫心計》
- 2010年：《公主嫁到》、《巾幗梟雄之義海豪情》
- 2011年：《女拳》《我的如意狼君》
- 2012年：《大太監》
- 2014年：《叛逃》
- 2021年：《陀槍師姐2021》
- 2023年：《你好，我的大夫》

#### 監製
- 2012年：《幸福摩天輪》
- 2014年：《單戀雙城》、《載得有情人》
- 2015年：《天眼》、《收規華》
- 2016年：《潮流教主》、《一屋老友記》
- 2017年：《降魔的》
- 2018年：《跳躍生命線》
- 2019年：《福爾摩師奶》
- 2020年：《降魔的2.0》
- 2021年：《陀槍師姐2021》、《愛上我的衰神》
- 2023年：《你好，我的大夫》
- 2024年：《巾幗梟雄之懸崖》
- 未播映：《臥底嬌娃》

### 其他作品

#### 電視劇列表
- 香港電台電視部電視劇：獅子山下2020-最後決定（導演兼監製：與潘嘉德、文偉鴻合作，演員：與駱達華、吳毅將、王宗堯、尹天照、尹揚明、尹光等合作）

#### 電影導演列表
- 陳百強（電影導演、監製兼演員文偉鴻合作、傳記電影，本片根據陳百強真實事經歷史改編）

## 獎項
| 年度 | 頒獎典禮               | 獎項               | 劇集           | 結果 |
| ---- | ---------------------- | ------------------ | -------------- | ---- |
| 2017 | 萬千星輝頒獎典禮2017   | 全球網民最喜愛劇集 | 《降魔的》     | 獲獎 |
| 2017 | 觀眾在民間電視大奬2017 | 民選最佳劇集       | 《降魔的》     | 獲獎 |
| 2017 | 觀眾在民間電視大奬2017 | 民選最佳劇本       | 《降魔的》     | 獲獎 |
| 2017 | 香港电视大奖2017       | 劇集獎             | 《降魔的》     | 獲獎 |
| 2017 | 香港电视大奖2017       | 製作獎、劇本獎     | 《降魔的》     | 獲獎 |
| 2018 | 萬千星輝頒獎典禮2018   | 最佳劇集           | 《跳躍生命線》 | 獲獎 |